# 松田千秋
松田 千秋（まつだ ちあき、 1896年（明治29年）9月29日 - 1995年（平成7年）11月6日）は、日本の海軍軍人。海兵44期。戦艦「大和」第3代艦長。最終階級は海軍少将。妻コマは詩人丸山薫の妹。

## 経歴
1896年（明治29年）9月29日、熊本県菊池郡加茂川村大字菰入（現・七城町菰入）に生まれる。旧制熊本県立鹿本中学校を経て、1913年（大正2年）9月3日、海軍兵学校44期に100名中89番の成績で入学。同期に柳本柳作、西田正雄、朝倉豊次、黒島亀人らがいる。1916年（大正5年）12月11日、95名中14番の成績で卒業。少尉候補生となり装甲巡洋艦「常磐」に乗り組み、練習艦隊近海航海に出発し、1917年（大正6年）3月3日に帰着。4月5日、練習艦隊の遠洋航海に出発し、8月17日に帰着。8月19日、巡洋戦艦「榛名」乗組。12月1日、少尉に任官。戦艦「河内」乗組。
1918年（大正7年）7月12日、乗艦中の「河内」が爆沈するという大事故に遭遇している。（国立公文書館アジア歴史資料センター「松田千秋尋問書」）同年8月15日、巡洋戦艦「榛名」乗組。11月9日、装甲巡洋艦「吾妻」乗組となり少尉候補生（46期）指導官附を務めた。
1919年（大正8年）3月11日、練習艦隊は遠洋航海に出発、7月20日に帰着した。当時の練習艦隊司令官は中野直枝中将（15期）、練習艦は「常磐」（艦長小松直幹大佐・25期）「吾妻」（艦長飯田延太郎大佐・24期）の2隻。少尉候補生たちは高田利種、山本親雄、重永主計、野村留吉、猪口敏平、貝塚武男、柳沢蔵之助、阿部俊雄、矢牧章、安田義達などであり、目的地は東南アジア・オーストラリア訪問であった。この年の「水交社々員名簿」によると、松田少尉の序列は同期生中10番に上昇している。8月5日、装甲巡洋艦「浅間」乗組。12月1日、中尉に進級し、海軍水雷学校普通科学生になっている。
1920年（大正9年）5月31日、海軍砲術学校普通科学生。12月1日、3等駆逐艦「夕立」乗組。1921年（大正10年）12月1日、巡洋戦艦「金剛」分隊長心得。
1922年（大正11年）12月1日、大尉に昇進し、海軍砲術学校高等科第22期学生を拝命。1923年（大正12年）11月29日、海軍砲術学校高等科を優等で卒業。12月1日、一等駆逐艦「神風」砲術長兼分隊長。1924年（大正13年）12月1日、戦艦「陸奥」分隊長。1925年（大正14年）12月1日、海軍砲術学校教官。
1926年（大正15年）12月1日、海軍大学校甲種第26期入校。この頃までに松田の序列は、同期生中4番まで上昇している。1928年（昭和3年）11月6日、海軍大学校を22名中第12位の成績で卒業。12月10日、少佐に進級し海軍省人事局第1課に勤務。1929年（昭和4年）5月1日、アメリカへ語学留学。
1930年（昭和5年）5月1日、在アメリカ大使館附海軍駐在武官府補佐官。日本海軍の駐米経験者では珍しく頑なまで反米主義者だった。1931年（昭和6年）5月1日、帰朝し、7月1日より軽巡洋艦「木曾」砲術長。9月7日、軍令部第1班第1課。軍令部の改編に伴い1933年（昭和8年）10月1日、軍令部第1部第1課。大和型戦艦建造の基本構想に関わる。11月1日、参謀本部員を兼務。11月15日、中佐に昇進。1934年度（昭和9年度）の軍令部作戦班長を務めた。4月2日、参謀本部員を免じられ、11月15日に海軍省軍務局第2課へ異動。
1935年（昭和10年）4月1日に栗田健男大佐（38期）が艦長を務める軽巡洋艦「阿武隈」の副長に異動、同年11月まで勤め、後任の伊集院松治中佐（43期）と交代。海軍大学校教官 兼技術会議議員兼陸軍大学校兵学教官へ異動した。11月、鹿児島・宮崎方面にて行われた陸軍特別大演習では、青軍司令官林銑十郎大将（陸士8期）が率いる軍司令部幕僚として参加。松田中佐の同僚として、太平洋戦争期間中に陸軍省軍務局長を務めA級戦犯となった佐藤賢了砲兵少佐（陸士29期、のち中将）もいた。1936年（昭和11年）1月、当時の内務省警保局特別警察部が作成した『海軍士官要監視人物』という極秘資料には松田の名も記載されている。二・二六事件に加担した陸軍青年将校の思想に同情的と見られていた為で該資料に掲載された海軍士官数名は事件後に予備役編入の処分を受けた。11月21日、海軍大学校教官兼第3艦隊参謀。
1937年（昭和12年）8月16日、上海派遣軍参謀を兼務。（国立公文書館アジア歴史資料センター「上海派遣軍司令部に兼勤すべき者 第３艦隊参謀 海軍中佐 松田 千秋」）12月1日、大佐に昇進。12月15日、支那方面艦隊参謀。1938年（昭和13年）8月25日、水上機母艦「神威」艦長。1939年（昭和14年）1月14日、軍令部第3部第5課長。1月25日、兼大本営海軍報道部第2課長。
1940年（昭和15年）5月22日、欧米各国出張。10月1日、総力戦研究所所員（高等官三等）に就任。このとき研究生たちの採用に際して採られた、現在の就職活動などで見かける方式を「面接」と名づけたのは松田大佐である。採用された研究生たちが、模擬内閣という形式でシミュレーションを行い、現実の日米戦争における（原爆投下以外の）戦局推移とほぼ合致する「日本必敗」の結論を導き出したことは有名である。この頃の松田大佐については、猪瀬直樹著「昭和16年夏の敗戦」（中公文庫）に詳しい。
1941年（昭和16年）9月1日、標的艦「摂津」特務艦長に就任、日米開戦を迎えた。この間に航空攻撃に対する操艦マニュアルである「爆撃回避法」を作成している。1944年（昭和19年）のフィリピン沖海戦（比島沖海戦）において、来襲した敵機の爆弾をすべて回避することに成功した戦艦「伊勢」艦長中瀬泝大佐（45期）が、パンフレットを研究して実戦に役立ててくれたと、松田は回想している。（佐藤和正著「艦長たちの太平洋戦争」）
1942年（昭和17年）2月10日、聯合艦隊司令部附。聯合艦隊参謀長の宇垣纏中将（40期）は松田が結婚する際に仲人を務めた。2月20日、戦艦「日向」艦長に就任。5月5日、伊予灘で「日向」、「伊勢」、「扶桑」、「山城」による演習中、第七斉射を行った際に「日向」の第5砲塔の爆発事故が起きている。このことが、伊勢型戦艦に対する航空戦艦への改装に繋がることになった。
ミッドウェー作戦前に戦艦「大和」で行われた「第二段作戦図上演習」では、米軍の指揮を担当した。米機動部隊はハワイから出撃してくる可能性があったが、松田が出撃させることはなかった。戦艦「日向」はミッドウェー海戦の一環としてアリューシャン方面に進出している。作戦中、「日向」の電探は帰還途上の悪天候において艦隊の航路保持に役立ち、松田艦長は”レーダーの有効性”を周囲に訴えた。同年12月10日、聯合艦隊司令部附。12月17日、聯合艦隊司令長官山本五十六大将（32期）の旗艦である戦艦「大和」の第3代艦長に就任した。

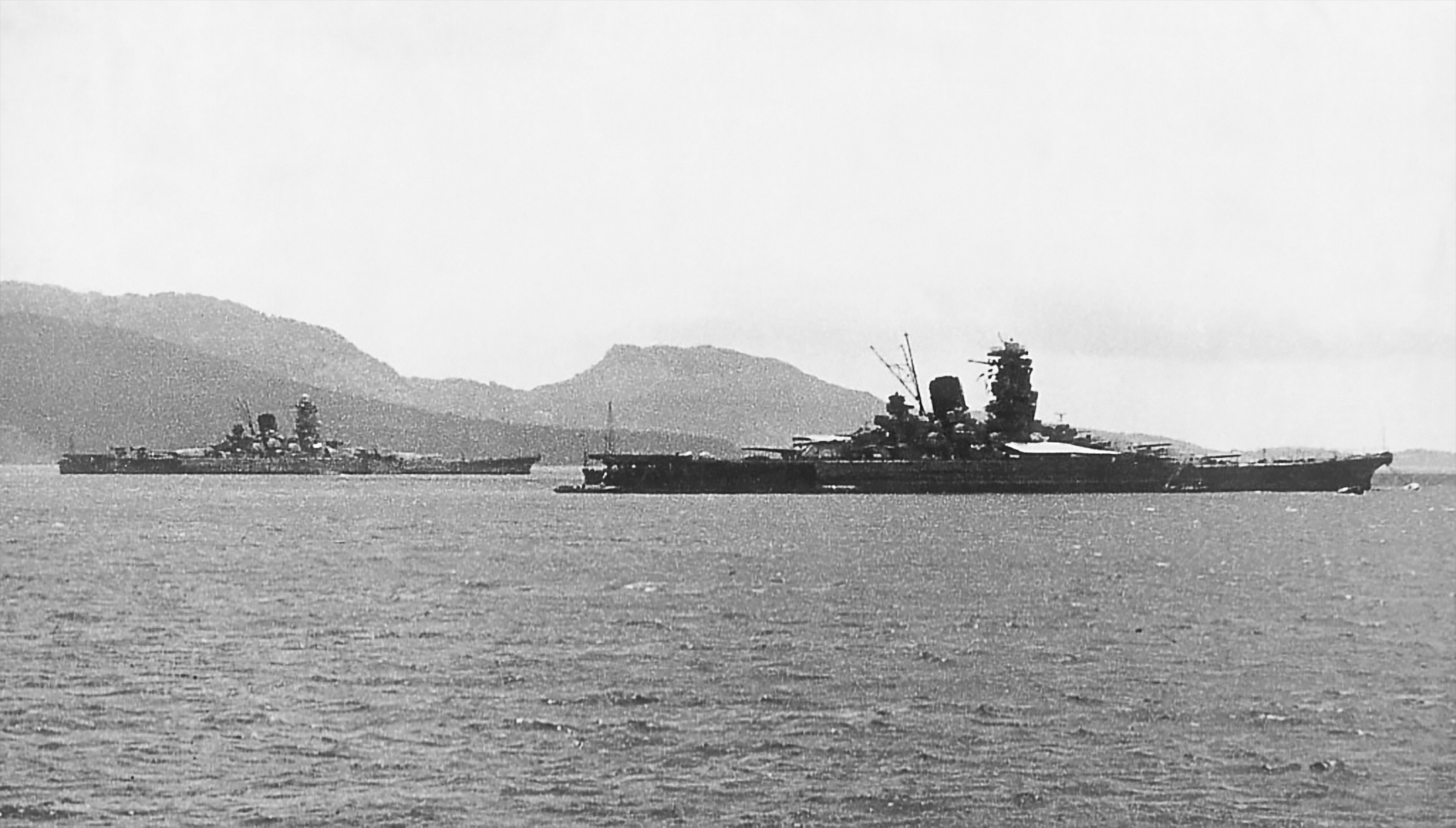
「大和」(松田千秋艦長)と「武蔵」(有馬馨艦長、手前)、1943年撮影

1943年（昭和18年）5月1日、クラスの一選抜組として少将に昇進する。同日、少将に進級した海兵44期生は、第6艦隊参謀長島本久五郎（電報符343）、軍令部出仕兼海軍省出仕一宮義之（同344）、大和艦長松田千秋（同354）、第5艦隊参謀長大和田昇（同355）、第8艦隊参謀長山澄貞次郎（同356）、軍令部部員兼大本営参謀小島秀雄（同358）である。
（※電報符とは毎年、上は元帥海軍大将から下は少尉候補生まで、全海軍士官に対して序列順に割り振られた背番号のようなものであり、先任後任の序を重視する軍隊では重要な人秘であった。電報符は毎年更新される「現役海軍士官名簿」で定められていた。太平洋戦争期の電報符1は、元帥海軍大将伏見宮博恭王である。）
少将になって間もない6月21日には「伊号第7潜水艦」に乗艦していた甥の松田廣和少尉（71期、戦死後に中尉進級）が戦死している。9月7日、軍令部第1部第1課出仕兼大本営参謀。10月15日、兼海軍省出仕。
1944年（昭和19年）3月31日、聯合艦隊司令長官古賀峯一大将（34期）以下司令部職員の搭乗機が消息を絶つ事件が発生した（海軍乙事件）。その後、軍令承行令に基づいて、スラバヤにいる次席指揮官・高須四郎大将（35期、南西方面艦隊司令長官兼第13航空艦隊司令長官）が代行したが、スラバヤという僻地から指揮をとり統一を欠いた状況について、最前線であるサイパン、テニアンを守備する部隊から不満が出る始末であった。サイパンに出張した松田少将は、南雲忠一中将（36期、中部太平洋方面艦隊司令長官兼第14航空艦隊司令長官）や角田覚治中将（39期、第1航空艦隊司令長官）から、新聯合艦隊司令長官の速やかな発令を要望されている。

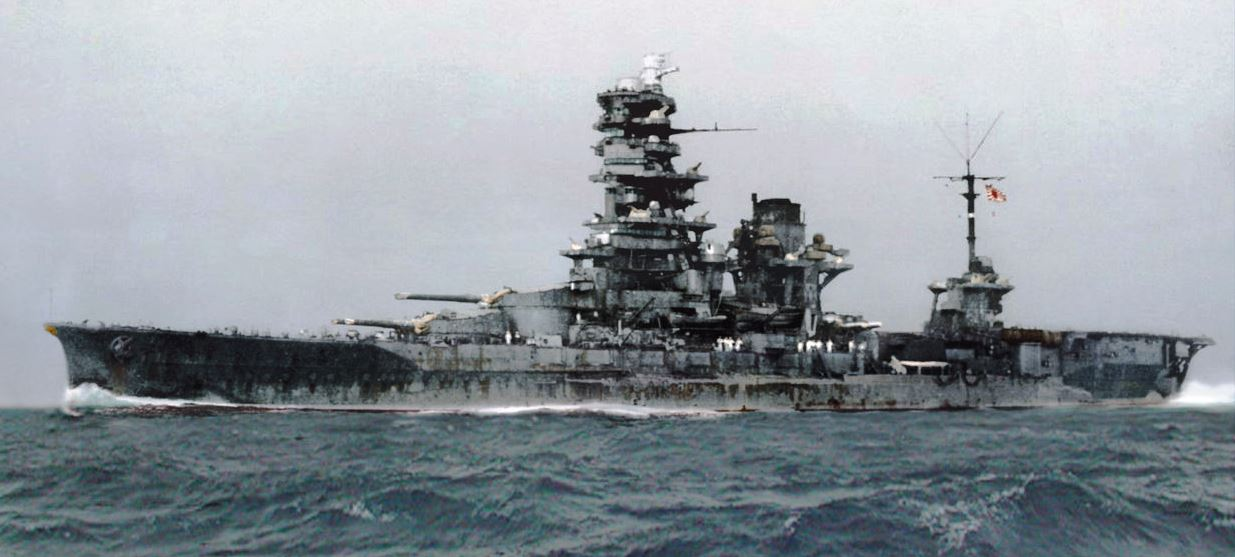
松田千秋少将の旗艦となった航空戦艦「日向」

同年5月1日、新編された第4航空戦隊司令官に就任、かつて艦長を務めた「日向」に将旗を掲げた。第4航空戦隊は、航空戦艦へ改装された戦艦「日向」(野村留吉大佐、46期)､「伊勢」（中瀬泝大佐、45期）からなる新戦力であった。
佐藤和正著「艦長たちの太平洋戦争」のなかで、松田はこの時期のことについて次のように述べている。

同年10月、小沢治三郎中将（37期）の率いる機動部隊に所属する第4航空戦隊は、世紀の大海戦といわれるフィリピン沖海戦（比島沖海戦）に参加する。
と証言している。（「艦長たちの太平洋戦争」、戦艦「大和」艦長・松田千秋少将の証言より）
証言に登場する栗田艦隊とは、松田が軽巡洋艦「阿武隈」の副長時代に仕えた栗田健男元艦長（38期）であり、栗田中将が率いる戦艦「大和」「武蔵」を中心とする第2艦隊のことである。
1945年（昭和20年）2月、北号作戦を実施。松田は部隊を「完部隊」と命名し、制海権を失った海域で同艦隊に大量の物資を積載しての、シンガポールから本土への輸送作戦を行い、敵の攻撃を2度受けたが、近隣のスコールに隠れることができ、無事輸送を完了した。3月1日、軍令部出仕。3月10日、海軍航空本部出仕。3月20日、横須賀海軍航空隊司令。終戦を経て11月1日に予備役編入。
戦後は（株）マツダカルテックスを経営。カード書類のランダム自動抽出装置を初めとする発明に専念し発明品で100以上が特許権・実用新案権を取得し商品化がなされた。
海軍関係者による海軍反省会に出席し、1981年（昭和56年）4月7日の第14回では、「真珠湾攻撃で、日本はアメリカに航空戦力でも戦艦を撃沈できることを教えてしまった」と批判的に回想した。
1995年（平成7年）11月6日死去。享年99歳、海軍将官最後の生き残りであった。

## 年譜
- 1896年（明治29年）9月29日- 熊本県菊池郡加茂川村大字菰入にて出生
- 1913年（大正2年）9月3日- 海軍兵学校入校
- 1916年（大正5年）12月11日- 海軍兵学校卒業 海軍少尉候補生・装甲巡洋艦「常磐」乗組・練習艦隊近海航海 有明湾~鹿児島~佐世保~青島~威海衛~大連~旅順~仁川~鎮海~舞鶴~安下庄~大阪~鳥羽~清水方面巡航
- 1917年（大正6年）3月3日- 帰着
  - 4月5日- 練習艦隊遠洋航海出発 エスキモルト（Esquimalt）~バンクーバー~エスキモルト~サンフランシスコ~サンペドロ（San Pedro）~ホノルル~ヤルート~トラック~ヤップ~アンガウル~パラオ~香港~馬公~基隆~那覇方面巡航
  - 8月17日- 帰着
  - 8月19日- 巡洋戦艦「榛名」乗組
  - 12月1日- 任 海軍少尉・戦艦「河内」乗組
- 1918年（大正7年）8月15日- 巡洋戦艦「榛名」乗組
  - 11月9日- 装甲巡洋艦「吾妻」乗組 海軍少尉候補生指導官附
- 1919年（大正8年）3月11日- 練習艦隊遠洋航海出発 上海~基隆~馬公~香港~マニラ~シンガポール~フリーマントル~セブ島~パラオ~トラック~サイパン方面巡航 
  - 7月20日- 帰着
  - 8月5日- 装甲巡洋艦「浅間」乗組
  - 12月1日- 任 海軍中尉・海軍水雷学校普通科学生
- 1920年（大正9年）5月31日- 海軍砲術学校普通科学生
  - 12月1日- 3等駆逐艦「夕立」乗組
- 1921年（大正10年）12月1日- 巡洋戦艦「金剛」分隊長心得
- 1922年（大正11年）12月1日- 任 海軍大尉・海軍砲術学校高等科第22期学生
- 1923年（大正12年）11月29日- 海軍砲術学校高等科優等卒業
  - 12月1日- 1等駆逐艦「神風」砲術長兼分隊長
- 1924年（大正13年）12月1日- 戦艦「陸奥」分隊長
- 1925年（大正14年）12月1日- 海軍砲術学校教官
- 1926年（大正15年）12月1日- 海軍大学校甲種第26期入校
- 1928年（昭和3年）11月6日- 海軍大学校卒業 卒業時成績順位22名中第12位
  - 12月10日- 任 海軍少佐- 海軍省人事局第1課
- 1929年（昭和4年）5月1日- アメリカ語学留学
- 1930年（昭和5年）5月1日- 在アメリカ大使館附海軍駐在武官府補佐官
- 1931年（昭和6年）5月1日- 帰朝
  - 7月1日- 軽巡洋艦「木曾」砲術長
  - 9月7日- 海軍省軍令部第1班第1課
- 1933年（昭和8年）10月1日- 軍令部第1部第1課
  - 11月1日- 兼 参謀本部員
  - 11月15日- 任 海軍中佐
- 1934年（昭和9年）4月2日- 免 陸軍参謀本部々員
  - 11月15日- 兼 海軍省軍務局第2課
- 1935年（昭和10年）
  - 4月1日-  軽巡洋艦「阿武隈」副長
  - 11月21日- 海軍大学校教官 兼技術会議議員兼陸軍大学校兵学教官（「第5107号 10.12.4 逓信省嘱託迭方に関する件(2)」）
- 1936年（昭和11年）
  - 11月21日- 海軍大学校教官 兼第3艦隊参謀
- 1937年（昭和12年）
  - 8月16日- 兼 上海派遣軍参謀
  - 12月1日- 任 海軍大佐
  - 12月15日- 支那方面艦隊参謀
- 1938年（昭和13年）8月25日- 水上機母艦「神威」艦長
- 1939年（昭和14年）1月14日- 軍令部第3部第5課長
  - 1月25日- 兼 大本営海軍報道部第2課長
- 1940年（昭和15年）5月22日- 欧米各国出張
  - 10月1日- 総力戦研究所所員
- 1941年（昭和16年）9月1日- 標的艦「摂津」特務艦長
- 1942年（昭和17年）2月10日- 聯合艦隊司令部附
  - 2月20日- 戦艦「日向」艦長
  - 12月10日- 聯合艦隊司令部附
  - 12月17日- 戦艦「大和」艦長
- 1943年（昭和18年）5月1日- 任 海軍少将
  - 9月7日- 軍令部第1部第1課出仕 兼大本営参謀
  - 10月15日- 兼 海軍省出仕
- 1944年（昭和19年）5月1日- 第4航空戦隊司令官
- 1945年（昭和20年）3月1日- 軍令部出仕
  - 3月10日- 海軍航空本部出仕
  - 3月20日- 横須賀海軍航空隊司令
  - 11月1日- 予備役編入
- 1995年（平成7年）11月6日- 死去 享年99。